# Basileuterus rufifrons
Basileuterus rufifrons е вид птица от семейство Parulidae. Видът е незастрашен от изчезване.

## Разпространение
Разпространен е в Белиз, Колумбия, Коста Рика, Салвадор, Гватемала, Хондурас, Мексико, Никарагуа, Панама, САЩ и Венецуела.